# Samsung Galaxy Note 5
Samsung Galaxy Note 5 — смартфон компанії Samsung, анонсований 13 серпня 2015 року. Це п'ятий за рахунком смартфон у лінійці Galaxy Note. Працює на операційній системі Android 5.1.1 Lollipop.

## Історія
Galaxy Note 5 був представлений 13 серпня 2015 року разом із Galaxy S6 Edge+ в ході презентації Galaxy Unpacked 2015. Продажі нового флагмана розпочалися 20 серпня 2015 року. Продажі смартфона в Росії почнутьсяу вересні 2015 року.

## Відмінності від попередника
Galaxy Note 5 відрізняється від попередника в першу чергу зміненим дизайном задньої панелі, вона тепер зроблена зі скла і схожа на аналогічну в Galaxy S6. Також зазнав змін і стилус S-Pen, який отримав нову форму. Новий флагман на 2 мм вужчий і на 0,9 мм тонший свого попередника. Сканер відбитків пальців збільшився у розмірі, що збільшує точність розпізнавання.

## Технічні характеристики

### Апаратне забезпечення
Основним процесором виступає Exynos +7422 виробництва Samsung.
Galaxy Note 5 поставляється з 32 або 64 Гб пам'яті без можливості розширення картою пам'яті
Екран виконаний за технологією SuperAMOLED із діагоналлю 5,7 дюйма і щільністю пікселів 518 ppi при роздільності 2560х1440 пікселів.
Фронтальна камера має роздільність 5 Мп, а основна 16 Мп з автофокусом і можливістю знімання 4K відео.
Присутня підтримка LTE Cat.9.

### Програмне забезпечення
Як операційна система виступає Android 5.1.1 із оболонкою TouchWiz.
При витяганні стилуса S-Pen можлива активація таких функцій як Action Memo або Air Command.
Сканер відбитка пальця, розташований під екраном може виконувати такі функції як: авторизація в додатках і вебсервісах, розблокування пристрою, а також для здійснення платежів за допомогою Samsung Pay.

## Доступні варіанти
Galaxy Note 5 поставляється в синьо-чорному, білому і золотому кольорі.
Обсяг вбудованої пам'яті може бути 32 або 64 Гб.

## Проблеми
У зв'язку зі зміною форми стилуса S Pen і нової можливості вилучення стилуса після натискання, користувачі зіткнулися з проблемою, при якій, якщо всунути стилус не тим кінцем, то він застрявав в корпусі і витягнути його без розбору смартфона не представлялося можливим.